# Matilde II de Boulogne
Matilde II de Boulogne   (1202 (Gregorià) - Portugal, 14 de gener de 1259 (Gregorià)) Mafalda, Matilda o Matilde de Dammartin va ser comtessa de Dammartin, de Boulogne (com a Matilde II) i d'Aumale de 1214 a la seva mort. Era filla de Renald I de Dammartin, comte de Dammartin i d'Aumale, i d'Ida de Lorena, comtessa de Boulogne. Fou també reina consort de Portugal (1248-1253).

## Biografia
El seu pare que havia estat vençut i que havia estat fet presoner a la batalla de Bouvines, i Felip August va prendre el control del Bolonès i va casar a Matilde el 1218 amb el seu propi fill Felip Hurepel (1200 -1234), comte de Clermont-en-Beauvaisis.
El comtat de Boulogne va ser en principi sota l'administració directa del rei de França, després a la mort d'aquest últim, el 1223, Felip Hurepel va poder exercir el poder. La pau va aportar la prosperitat i Felip va fer restaurar i millorar les fortificacions de la ciutat i de diversos llocs forts del comtat. A la mort d'aquest últim, Blanca de Castella, llavors regenta de França, la va casar el 1235 a un dels seus nebots el futur rei Alfons III de Portugal. Blanca era tieta d'Alfons pel casament de la seva germana Urraca de Castella amb el rei Alfons II de Portugal. Per aquesta unió Alfons III es va convertir en comte de Boulogne.
El 1237, el comtat de Boulogne es va declarar vassall del comtat d'Artois, que acaba de ser donat en herència a Robert de França, germà de Lluís IX de França.
Portugal es trobava en una situació difícil durant el regnat de Sanç II de Portugal per les greus disputes internes entre noblesa, clergat i poder reial. Blanca de Castella aconseguí la mediació del Papa Innocenci IV, el qual aconseguí la renúncia de Sanç II i feu entronitzar Alfons III al tron de Portugal.
El 1253, Alfons III de Portugal separat de Matilde des de 1245 la va repudiar per casar-se amb Beatriu de Castella, però conservant el títol de comte de Boulogne. Aquest matrimoni significà la pau definitiva amb el Regne de Castella. Però Matilde II no va acceptar ser repudiada i va demanar empara a la Santa Seu, la qual va declarar invàlida la unió entre Alfons III i Beatriu de Castella. Fin el 1262, després de la mort de Matilde, el matrimoni d'Alfons III no fou declarat vàlid.
Va morir el gener 1259 i havia tingut quatre fills. Tres ja havien mort, i el quart havia renunciat a tots els seus feus francesos per establir-se a Anglaterra. D'una manera general, el regnat de la comtessa Matilde o Maflada (Mahaut) va ser considerat per al Bolonès com un període de pau i de prosperitat, i les cròniques i les cartes es refereixin als actes del temps de la comtessa Mahaut.
La seva successió va ser asprament discutida per, una branca petita de la família de Dammartin, que ja havien rebut el comtat d'Aumale a la mort de Felip Hurepel, Enric III de Brabant, net de Mafalda d'Alsàcia, la germana petita d'Ida de Lorena, Adelaida de Brabant, l'única filla supervivent de Mafalda d'Alsàcia, i el rei de França, en tant que nebot de Felip Hurepel. Finalment, el Parlament de París va fallar el 1262 a favor d'Adelaida de Brabant, vídua de Guillem de Clermont, comte d'Alvèrnia.

## Llinatge
Filla del comte Renald I de Dammartin i la seva esposa, la comtessa de Boulogne Ida de Lorena. A la mort dels seus pares Matilde va esdevindre l'única hereva del comtat de Boulogne.
Del seu primer matrimoni amb Felip Hurepel va tenir:
- Joana (1219 -1252), casada amb Gaucher de Châtillon (mort el 1250), comte de Nevers, que no van tenir posteritat
- Alberic (1222- morta després de 1284), comte de Clermont, que va cedir totes les seves possessions a la seva germana per instal·lar-se en Anglaterra.

El 1234 es casà, en segones núpcies, amb l'infant i futur rei Alfons III de Portugal, del qual en va esdevindre la seva primera esposa. D'aquesta unió va néixer:
- Robert, nascut el 1239 i mort jove (1240). Tanmateix una tradició presenta aquest fill com: Pere Robert (nascut cap a 1239 mort cap a 1267), «comte titular de Boulogne», considerat com un bastard de Matilde. Es va casar amb una dona de la qual s'ignora el nom de la que una filla anònima es va casar amb Robert V d'Alvèrnia. La reina Caterina de Mèdici, descendia d'aquest Pere Robert a l'11a generació, i fou sobre aquesta ascendència que es van establir els seus «drets» a la corona de Portugal a la mort del Cardenal-Infant Enric I de Portugal el 1580.[1]
- un fill, nascut el 1240 i mort molt jove.

Aquest casament fou dissolt el 1253 veient que Matilde II no podria tenir més fills i Alfons es va casar llavors amb Beatriu de Castella.